# Trap
«Trap» — четвертий сингл одинадцятого студійного альбому колумбійської співачки Шакіри — «El Dorado», за участю колумбійського співака Малуми. Сингл вийшов 26 січня 2018.

## Список композицій
Цифрове завантаження
1. «Trap» — 3:21

## Чарти
Тижневі чарти
| Чарт (2018)                       | Позиція |
| --------------------------------- | ------- |
| Мексика Billboard Mexican Airplay | 25      |
| Румунія Airplay 100               | 98      |
| США Hot Latin Songs (Billboard)   | 17      |

## Продажі
| Країна             | Сертифікат (таблиця продажів та сертифікатів) | Продажі |
| ------------------ | --------------------------------------------- | ------- |
| Мексика (AMPROFON) | Золото                                        | +30,000 |